# Jitkov
Jitkov település Csehországban, a Havlíčkův Brod-i járásban. Jitkov Oudoleň, Česká Bělá és Chotěboř településekkel határos. Lakosainak száma 242 fő (2024. január 1.).

## Népesség
A település lakosságának változását az alábbi diagram mutatja:
| Lakosok száma | 548  | 551  | 501  | 322  | 214  | 176  | 234  | 242  | 238  | 242  |
|               | 1869 | 1890 | 1921 | 1950 | 1980 | 2001 | 2017 | 2019 | 2022 | 2024 |